# 李仁山
李仁山（？—），男，苗族，贵州榕江人，中华人民共和国政治人物，曾任贵州省政协副主席，贵州省人大常委会副主任。